# Captains Flat
Captains Flat – miasto w Australii, w stanie Nowa Południowa Walia.